# Bundesautobahn 5
Es una autopista alemana que conecta la autopista A4 al noreste de Fráncfort del Meno con las redes francesas y suizas así como la región de la Selva Negra de Alemania. Es una de las más importantes autopistas de conexión entre el norte y sur de Europa. La autopista tiene 440 km de longitud de los cuales 262 km. atraviesen el Land de Baden-Wurtemberg y 178 el Land de Hesse.

## Historia
Concebida en 1933 como parte del eje norte-sur HaFraBa, el primer tramo entre Fráncfort del Meno y Darmstadt fue abierto en mayo de 1935, y así es la segunda autopista más antigua de Alemania. Originalmente la parte sur del HaFrBa recibió finalmente la denominación A5 (la parte norte se convirtió en A7).

### Inauguración de tramos
- 1955: Ettlingen – Bruchhausen
- 1956: Bruchhausen – Baden-Baden
- 1958: Baden-Baden – Buhl
- 1959: Buhl – Achern
- 1960: Mulheim/Neuenburg – Markt
- 1961: Offenburg – Riegel  y Freiburg-Sur–Müllheim/Neuenburg
- 1962: Riegel - Freiburg-Sur
- 1963: Märkt - Weil am Rhein
- 1968: Bergstrassenautobahn entre Darmstadt – Heidelberg (integrado en 1975)
- 1980: Weil am Rhein – Frontera suiza

## Particularidades
El tramo entre el intercambiador Frankfurter Kreuz y Zeppelinheim/Dreieich con 150.700 vehículos por día es noveno tramo de autopista con mayor densidad de tráfico de Alemania
El tramo Darmstadt – Eberstadt y Seeheim – Jugendheim, con más de 100.000 vehículos por día, tiene tramos de 4 carriles en cada dirección, ya que se trata de la más alta densidad de tráfico en Alemania.

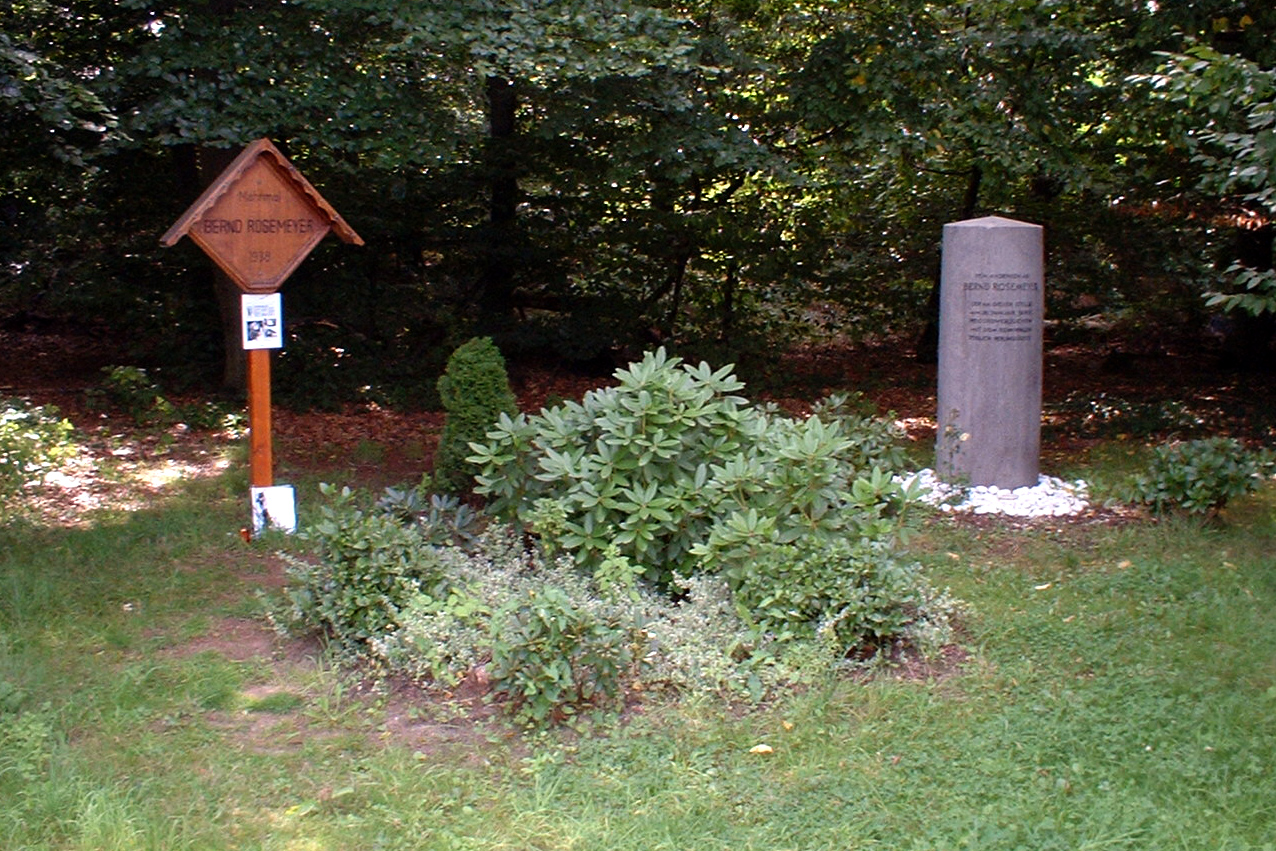
Memorial Bernd-Rosemeyer: Conmemoración del piloto fallecido el 28 de enero de 1938, Bernd Rosemeyer, durante pruebas de velocidad en el tramo al sur del intercambiador Frankfurter Kreuz.